# Pocahontas (franquicia)
Pocahontas es una franquicia de medios de Disney que comenzó en 1995 con el estreno de la película de animación Pocahontas. La franquicia se basa en la figura histórica de principios del siglo XVII, Pocahontas. La franquicia se extendió con una secuela, incorporaciones en los Parques Disney, y en otros medios como videojuegos o apariciones menores de los personajes en otras producciones. Adicionalmente, el personaje protagonista Pocahontas forma parte de la franquicia Princesas Disney.

## Películas

### Pocahontas(1995)
Pocahontas es una película animada musical de drama romántico estadounidense de 1995 y es la 33ª película animado en el canon de animación de Disney. La película trata sobre Pocahontas, una nativa del Nuevo Mundo, y su relación con John Smith, quien llega a su hogar junto a un grupo de colonos ingleses, dirigidos por el Gobernador Ratcliffe, quien tiene intención de encontrar oro en esas tierras. Fue estrenada el 23 de junio de 1995.

### Pocahontas 2: viaje a un nuevo mundo(1998)
Pocahontas 2: viaje a un nuevo mundo (Pocahontas  II: Journey to a New World en su versión original en inglés) es la secuela de Pocahontas. La película se centra en el viaje de Pocahontas a Londres, Inglaterra, acompañada por John Rolfe para negociar la paz entre las dos naciones, lo cual el Gobernador Ratcliffe intenta impedir. Fue lanzada directamente para video el 25 de agosto de 1998.

## Videojuegos

### Disney's Pocahontas(1996)
Disney's Pocahontas es un videojuego basado en la película Pocahontas de 1995, lanzado originalmente para Sega Genesis el 1 de enero de 1996, y para Game Boy el 10 de junio de 1996.

## Atracciones

### Pocahontas and her Forest Friends
Pocahontas and her Forest Friends fue un espectáculo en vivo en Disney's Animal Kingdom en Disney World en Orlando, Florida. Tuvo lugar en Camp Minnie-Mickey en Grandmother Willow's Grove, que es un teatro al aire libre de 350 asientos construido para el espectáculo. Se inauguró el 22 de abril de 1998 y cerró en 2008. El espectáculo duraba de 12 minutos.
En el espectáculo, Pocahontas y la Abuela Sauce, junto con un nuevo personaje llamado Sprig (un joven árbol) y una gran cantidad de animales, le enseñan a la audiencia sobre la belleza de la naturaleza y cómo vivir con la Madre Naturaleza en paz y armonía.